# منتخب جورجيا لكرة القدم
منتخب جورجيا لكرة القدم (بالجورجية: საქართველოს ეროვნული საფეხბურთო ნაკრები) هو منتخب كرة القدم الرسمي لجمهورية جورجيا ويشرف عليه الاتحاد الجورجي لكرة القدم. تأهل إلى بطولة أمم أوروبا مرة واحدة عام 2024، أما كأس العالم فلم يسبق للمنتخب التأهل إليه.